# Topshow
Topshow is een non-fictieboek over het leven achter de schermen van het televisieprogramma Voetbal International. Het boek werd geschreven door Michel van Egmond en Jan Hillenius. De titel is een verwijzing naar presentator Wilfred Genee, die het programma steevast als een topshow bestempelt.

## Inhoud
Michel van Egmond, voormalig eindredacteur van Voetbal International, en Jan Hillenius, eindredacteur van het praatprogramma, blikken terug op zeven turbulente jaren achter de schermen van de RTL-show. Hun boek legt interne strubbelingen bloot en bespreekt onder meer de vriendschap en werkrelatie tussen Wilfred Genee, Johan Derksen, René van der Gijp, Hans Kraay jr., Jan Boskamp en Wim Kieft. Eerder schreef Van Egmond ook al de biografieën Gijp en Kieft. Beide boeken werden bekroond met de NS Publieksprijs.

### Voorwoord
Gewezen bondscoach Louis van Gaal, die in het tv-programma regelmatig op de korrel wordt genomen, werd gevraagd om het voorwoord te schrijven. Hoewel hij de kans kreeg om zijn ongezouten mening te geven, weigerde hij aan het boek mee te werken.

## Vervolg
In 2018 verscheen van de pen van Van Egmond en Hillenius het  vervolg Inside, een verslag van binnenuit over de gang van zaken bij het veelbesproken programma, uitmondend in de transfer van RTL naar Veronica. 